# Батурин, Пётр Степанович
Пётр Степанович Батурин — российский учёный в области определения и контроля надёжности ракетного вооружения, доктор технических наук, профессор, заслуженный деятель науки РФ (1996).

## Биография
Родился 5 июня 1938 г. в пос. Новопавловка Забайкальского края.
1957 году окончил с отличием Иркутское военное авиационно-техническое училище, служил в ракетном полку в Томской области.
В 1962 году направлен на учёбу в Ростовское высшее командно-инженерное училище, окончил его с отличием.
С 1967 г. служил в 4 ЦНИИ МО. Занимался научными исследованиями в области определения и контроля надёжности ракетного вооружения. Руководил разработкой второго издания Методики определения и контроля надёжности ракетного вооружения.
Кандидат технических наук (1972), старший научный сотрудник (1976). Доктор технических наук (1981). Профессор по специальности «Вооружение и военная техника вида ВС» (1988).
С 1981 г. начальник отдела, который занимался обоснованием объемов запасов и материальных средств для ряда комплексов с истекающими сроками гарантии.
В 1994 г. в звании полковника уволен с военной службы по возрасту. Продолжал работать в 4 ЦНИИ МО в должности ведущего научного сотрудника.
Скоропостижно умер 28 июня 2002 года при выходе из института (сердечный тромб).

## Научная деятельность
Участвовал в выполнении 25 крупных научно-исследовательских программ, из них в 12 — ответственный исполнитель, в 7 — научный руководитель.

### Научные труды
Автор более 230 научных работ по проблемам создания и эксплуатации вооружений и военной техники, в том числе:
- Балагуров Ю. Ф., Батурин П. С. Методика оценки достаточности ЗИП для обеспечения продленных сроков эксплуатации изделий, агрегатов и систем. МТД-1V-003-91,-4 ЦНИИ, 1991.-78с.

## Награды и звания
- Заслуженный деятель науки Российской Федерации (1996)[1];
- Орден Красной Звезды (09.09.1976).